# تهلر (روستا)
 تهلر  نام روستایی در (عزلهٔ بنی قروش) در استان مَحویت در کشور یمن در شبه جزیره عربستان است. این روستا در قلهٔ کوه (جبل تهلر) واقع شده‌است.

## جمعیت
جمعیت آن (۱۰۲ ) نفر (۸ خانوار) می‌باشد.